# Kris Boyd
Pour les articles homonymes, voir Boyd.
Kris Boyd est un ancien footballeur écossais né le 18 août 1983 à Irvine. Il évoluait au poste d'attaquant.
Boyd grandit dans le village de Tarbolton (Ayrshire) et commence sa carrière senior avec Kilmarnock. En janvier 2006, il est transféré chez les Rangers, dont il est le meilleur buteur lors de chacune de ses saisons à Ibrox. Boyd est le meilleur buteur de l'histoire de la premier division écossaise avec 164 buts au total, devant l'attaquant suédois Henrik Larsson et ses 158 buts.
Après avoir joué à plusieurs reprises avec les espoirs écossais et l'équipe B (en), Boyd honore sa première cape pour l'équipe A en 2006. Il marque sept buts en dix-huit matchs internationaux, bien qu'il se soit retiré du groupe en 2008 et ne soit revenu sur sa décision qu'après le départ de George Burley du poste de sélectionneur.

## Biographie

### Jeunesse
Boyd est élevé dans le village de Tarbolton, près d'Ayr, et supporte les Rangers en grandissant.
Il est repéré par son club de cœur et fait plusieurs matches d'essai. Cependant, il rejoint finalement le centre de formation de Kilmarnock, à quinze kilomètres de son village natal, à l'âge de douze ans.

### Carrière en club

#### Débuts et révélation avec Kilmarnock (1995-2006)
Le 25 août 1999, Boyd signe un contrat professionnel avec Kilmarnock, et fait ses débuts pour le club comme remplaçant lors de la dernière journée de la saison 2000–2001 contre le Celtic. La saison suivante, il se voit offrir une chance de gagner sa place dans l'équipe avec les départs d'Ally McCoist (qui termine sa carrière le jour où Boyd commence la sienne) et de Christophe Cocard, et marque quatre buts au total.
Boyd commence la saison 2002–2003 dans une forme « impressionnante » et remporte le titre d'« espoir du mois » d'août du championnat écossais. Au total, il inscrit douze buts dans la saison et remporte le prix de « jeune joueur de l'année » de Kilmarnock.
Ses performances suscitent l'intérêt des Wolverhampton Wanderers, et Boyd fait un essai infructueux au Molineux en août 2003. Boyd reste en Écosse et marque un total de quinze buts au cours de la saison 2003–2004. Le 25 septembre 2004, Boyd égale un record de Scottish Premier League en signant les cinq buts de Kilmarnock contre Dundee United,. Il marque 19 buts toutes compétitions confondues lors de la saison 2004–2005, il est alors approché par Aberdeen.
La forme ascendante de Boyd au cours de la saison 2005–2006 éveille l'intérêt des clubs de Championship Cardiff City et Sheffield Wednesday. Leurs offres de transfert sont acceptées par Kilmarnock, mais Boyd les rejette,.

#### Buteur en série avec les Rangers (2006-2010)
À la suite de nombreuses spéculations sur son éventuel transfert pendant le mercato hivernal, Boyd rejoint officiellement les Rangers le 1er janvier 2006. Il renonce à la moitié de sa prime de signature, d'un montant de 40 000 £, afin d'aider à financer le centre de formation à Kilmarnock.
Le 7 janvier 2006, Boyd fait ses débuts contre Peterhead au troisième tour de la Coupe écossaise, et réalise un hat-trick lors de la victoire 5–0. Il marque 20 buts en 19 titularisations pour les Rangers dans la seconde moitié de cette saison, la terminant avec un total de 37 buts pour les Rangers et Kilmarnock. Il devient le premier joueur à terminer meilleur buteur de deux clubs en une saison, après avoir marqué 17 buts pour Kilmarnock avant son transfert,.
Après avoir marqué un penalty contre Motherwell en janvier 2007, Boyd est impliqué dans une controverse en levant six doigts pour célébrer son but, ce qui serait un geste de solidarité envers l'ancien capitaine du club Barry Ferguson (qui portait le maillot numéro six), qui avait été déchu du capitanat et écarté de l'équipe après une dispute avec l'entraîneur Paul Le Guen. Le Guen quitte le club quelques jours plus tard et est remplacé par le manager écossais Walter Smith. À la fin de cette saison, Boyd a inscrit 25 buts pour les Rangers, toutes compétitions confondues. Le 5 mai 2007, Boyd marque son 100e but en championnat écossais, et son premier contre le Celtic, lors d'une victoire 2–0 des Rangers.
Le 26 septembre 2007, Boyd inscrit ses 50e et 51e buts pour les Rangers lors d'un match de Coupe de la Ligue contre East Fife, 627 jours après ses débuts. Ceci fait de lui le deuxième joueur le plus rapide à atteindre les cinquante buts pour le club, derrière Jim Forrest.
Boyd remporte le premier trophée de sa carrière le 16 mars 2008, lorsque les Rangers vainquent Dundee United en finale de la Coupe de la Ligue écossaise. Il marque les deux buts des Rangers du match, égalisant à 2–2 en prolongation, et transforme ensuite le tir au but vainqueur. Il inscrit également un doublé en finale de la Coupe d'Écosse, pour une victoire 3–2 sur Queen of the South. Il finit la saison avec 25 buts pour les Rangers, toutes compétitions confondues.
En janvier 2009, un éventuel transfert à Birmingham City est évoqué pour rejoindre l'ancien manager des Rangers, Alex McLeish. Les Rangers acceptent une offre de près de 4 000 000 £, mais Boyd ne parvient pas à s'entendre avec les dirigeants anglais sur le plan personnel et décide de rester à Glasgow,. Lors de la saison 2008–2009, Boyd remporte son premier titre de champion d'Écosse ainsi qu'une nouvelle coupe d'Écosse. Il termine à nouveau meilleur buteur des Rangers avec 31 buts, toutes compétitions confondues, son total le plus élevé, et se voit décerner le premier Sam English Bowl du club, récompensant le meilleur buteur des Rangers de la saison.
Le 30 décembre 2009, Boyd marque cinq buts au cours d'une victoire 7–1 sur Dundee United. Ce faisant, il dépasse Henrik Larsson au rang de meilleur buteur de tous les temps de la Scottish Premier League. Le 1er mai 2010, Boyd marque son 100e but en championnat pour les Rangers au Tannadice Park contre Dundee United.
Au cours de la saison 2009–2010, Boyd est à nouveau le meilleur buteur des Rangers et de la Scottish Premier League avec 26 buts en 40 matchs. Il remporte ainsi le Sam English Bowl pour la deuxième fois, tout comme le championnat écossais et la Coupe de la Ligue. Le 28 mai 2010, les Rangers annoncent que Boyd allait quitter le club une fois son contrat arrivé à expiration.

#### Expériences mitigées (2010-2012)

##### Middlesbrough
Le 5 juillet 2010, Boyd signe un contrat de deux ans avec l'équipe de deuxième division anglaise Middlesbrough. Le 22 août 2010, il marque son premier but pour Middlesbrough dans une victoire 1–0 contre Sheffield United. Son deuxième arrive le 28 septembre contre Derby County. Boyd marque lors d'une défaite 2–1 contre Leeds United le 16 octobre 2010, qui est le dernier match de Gordon Strachan au poste d'entraîneur du club. Il inscrit son quatrième but de la saison contre Bristol City au cours du premier match de Tony Mowbray à la tête de Boro. Le 9 novembre 2010, Boyd ouvre le score pour une victoire 2–0 à Scunthorpe. Le 1er février 2011, Boyd signe le 200e but de sa carrière, en ouvrant la marque à domicile pour une victoire 2–0 face à Scunthorpe.

##### Prêt à Nottingham Forest
Le 8 mars 2011, Boyd est prêté à Nottingham Forest jusqu'à la fin de la saison.
Après son retour de prêt, Boyd obtient la résiliation de son contrat à Middlesbrough et entame des discussions pour s'engager avec le club turc d'Eskisehirspor.

#### Retour aux sources (2013-2019)

##### Second passage chez les Rangers
Le 27 juin 2014 il rejoint Rangers.

##### Derniers buts à Kilmarnock
Le 29 juin 2015, il rejoint, pour troisième fois, Kilmarnock.
Il est notamment sacré meilleur buteur de Scottish Premiership en 2018, il s'agit de son cinquième et dernier sacre de sa carrière.
En juin 2019, il annonce sa retraite.

### Carrière internationale
Boyd est tout d'abord sélectionné régulièrement avec les espoirs écossais, comptant huit capes et un but.
Le 11 mai 2006, il fait ses débuts pour l'équipe nationale d'Écosse et marque deux buts lors d'une victoire 5–1 sur la Bulgarie lors de la Kirin Cup 2006. Boyd continue sur sa lancée en qualification pour le Championnat d'Europe 2008, marquant deux fois contre les Îles Féroé (6–0) et un but contre la Géorgie (2–1), son cinquième but en six matchs.
Le 11 octobre 2008, Boyd déclare qu'il met sa carrière internationale en suspens tant que George Burley est le sélectionneur national. Sa décision intervient après que Burley a laissé Boyd sur le banc de touche lors d'un match qualificatif pour la Coupe du monde 2010 contre la Norvège, choisissant de faire entrer en jeu le débutant Chris Iwelumo. Interrogé sur ce choix, Burley déclare que Boyd doit « trouver sa place dans l'équipe des Rangers, ce qu'il n'a pas fait ». Après avoir entendu ces propos, Boyd contacte Burley pour l'informer de sa décision, et confirme ce choix avec Gordon Smith (en), le président de la fédération écossaise. Lors d'une conférence de presse le 13 octobre 2008, Burley laisse entendre que la porte peut ne pas être fermée, indiquant que Boyd, plutôt que lui, a « pris la décision », et que « […] si [Boyd] s'implique totalement, c'est ce dont le pays a besoin ». Le 1er janvier 2009, il est rapporté que Burley souhaiterait le retour de Boyd avec l'Écosse s'il était disposé à revenir. Le 16 novembre 2009, Burley est limogé du poste de sélectionneur de l'Écosse après avoir remporté seulement trois de ses quatorze matchs à la tête de la sélection.
Après la nomination de Craig Levein comme sélectionneur de l'Écosse, Boyd déclare qu'il est « prêt et disposé » à jouer à nouveau pour l'Écosse. Il est rappelé en sélection le 22 février 2010 pour jouer contre la République tchèque en amical le 3 mars et honore ainsi sa seizième cape en entrant en jeu en seconde mi-temps.

## Statistiques

### Buts en équipe nationale
- Première sélection le 11 mai 2006 face à la Bulgarie.

| Buts internationaux | Buts internationaux | Buts internationaux | Buts internationaux | Buts internationaux | Buts internationaux | Buts internationaux     |
| #                   | Date                | Lieu                | Adversaire          | Score               | Résultat            | Compétition             |
| ------------------- | ------------------- | ------------------- | ------------------- | ------------------- | ------------------- | ----------------------- |
| 1.                  | 11 mai 2006         | Kōbe (Japon)        | Bulgarie            | 1–0                 | 5–1                 | Kirin Cup 2006          |
| 2.                  | 11 mai 2006         | Kōbe (Japon)        | Bulgarie            | 2–1                 | 5–1                 | Kirin Cup 2006          |
| 3.                  | 2 septembre 2006    | Glasgow (Écosse)    | Îles Féroé          | 3–0                 | 6–0                 | Éliminatoires Euro 2008 |
| 4.                  | 2 septembre 2006    | Glasgow (Écosse)    | Îles Féroé          | 5–0                 | 6–0                 | Éliminatoires Euro 2008 |
| 5.                  | 24 mars 2007        | Glasgow (Écosse)    | Géorgie             | 1–0                 | 2–1                 | Éliminatoires Euro 2008 |
| 6.                  | 22 août 2007        | Aberdeen (Écosse)   | Afrique du Sud      | 1–0                 | 1–0                 | Match amical            |
| 7.                  | 8 septembre 2007    | Glasgow (Écosse)    | Lituanie            | 1–0                 | 3–1                 | Éliminatoires Euro 2008 |

### Statistiques détaillées en club
| Saison    | Club            | Division | Pays       | Championnat         | Coupe d'Europe    |
| --------- | --------------- | -------- | ---------- | ------------------- | ----------------- |
| 2001–2002 | Kilmarnock      | Div.1    | Écosse     | 28 matchs / 8 buts  | - / -             |
| 2002–2003 | Kilmarnock      | Div.1    | Écosse     | 38 matchs / 12 buts | - / -             |
| 2003–2004 | Kilmarnock      | Div.1    | Écosse     | 36 matchs / 15 buts | - / -             |
| 2004–2005 | Kilmarnock      | Div.1    | Écosse     | 35 matchs / 19 buts | - / -             |
| 2005–2006 | Kilmarnock      | Div.1    | Écosse     | 19 matchs / 15 buts | - / -             |
| 2005–2006 | Glasgow Rangers | Div.1    | Écosse     | 17 matchs / 17 buts | 2 matchs / -      |
| 2006–2007 | Glasgow Rangers | Div.1    | Écosse     | 31 matchs / 20 buts | 9 matchs / 3 buts |
| 2007–2008 | Glasgow Rangers | Div.1    | Écosse     | 28 matchs / 14 buts | 4 matchs / -      |
| 2008–2009 | Glasgow Rangers | Div.1    | Écosse     | 35 matchs / 27 buts | 2 matchs / -      |
| 2009–2010 | Glasgow Rangers | Div.1    | Écosse     | 31 matchs / 23 buts | 2 matchs / -      |
| 2010–2011 | Middlesbrough   | Div.1    | Angleterre | 26 matchs / 6 buts  | - / -             |

## Palmarès
- Championnat d'Écosse de football : 2009 et 2010
- Vainqueur de la Coupe d'Écosse en 2008 et 2009 avec les Glasgow Rangers.
- Vainqueur de la Coupe de la Ligue d'Écosse en 2008 avec les Glasgow Rangers.
- Finaliste de la Coupe UEFA en 2008 avec les Glasgow Rangers.

## Distinctions personnelles
- Meilleur buteur du Championnat d'Écosse en 2006 avec 32 buts (15 avec le Kilmarnock FC et 17 avec le Rangers FC).
- Meilleur buteur du Championnat d'Écosse en 2007 avec 20 buts.
- Meilleur buteur du Championnat d'Écosse en 2009 avec 27 buts.
- Meilleur buteur du Championnat d'Écosse en 2010 avec 23 buts.
- Meilleur buteur du Championnat d'Écosse en 2018 avec 18 buts.
- Membre de l'équipe-type de Scottish Premier League en 2010 et 2014